# Jakow Czapiczew
Jakow Jehudowicz Czapiczew, ros. Яков Иегудович Чапичев (ur. 1909 w Noworosyjsku, zm. 9 marca 1945 we Wrocławiu) – radziecki major, Bohater Związku Radzieckiego, z pochodzenia Krymczak.

## Życiorys
Urodził się w 1909 w Noworosyjsku w rodzinie robotniczej pochodzenia krymczackiego. Od 1923 mieszkał na Krymie, początkowo w Symferopolu, następnie w Dżankoj. Wykształcenie średnie niepełne. Początkowo pracował jako robotnik na stacji kolejowej Dżankoj na Krymie.
W 1931 wstąpił do Armii Czerwonej i ukończył kurs dla oficerów politycznych. Od 1938 członek partii komunistycznej. Rok później brał udział w walkach z Japończykami nad Chałchin-Goł. W 1940 ukończył kurs Wojskowej Akademii Politycznej im. W.I. Lenina i od czerwca kolejnego roku brał udział ww II wojnie światowej (Front wschodni (II wojna światowa)) na frontach Wołchowskim, Północno-Kaukaskim, 1 i 3 Ukraińskim. Pełnił funkcję zastępcy dowódcy batalionu ds. politycznych w 243 pułku strzelców.
Został członkiem Związku Pisarzy w roku 1936 lub 1939. W 1939 r. wydał pierwszy tomik wierszy. Podczas II wojny światowej tworzył poezje i jednocześnie przesyłał wiadomości z frontu, był stałym korespondentem gazety frontowej „W boj za Rodinu” (В бой за Родину).
Brał udział w walkach o Wrocław i tam zginął w boju 9 marca 1945. 
Dekretem Prezydium Rady Najwyższej ZSRR w dniu 27 czerwca 1945 został pośmiertnie odznaczony tytułem Bohatera Związku Radzieckiego. Pochowany na Cmentarzu Oficerów Radzieckich we Wrocławiu; na terenie lokomotywowni węzła kolejowego w Dżankoj znajduje się jego pomnik, w mieście Dżankoj jest również ulica nazwana jego imieniem.

## Odznaczenia
- Medal Złota Gwiazda Bohatera Związku Radzieckiego
- Order Lenina
- Order Czerwonej Gwiazdy
- Order Wojny Ojczyźnianej II klasy